# Beaumont-lès-Randan
Beaumont-lès-Randan ist eine französische Gemeinde mit 315 Einwohnern (Stand: 1. Januar 2022) im Département Puy-de-Dôme in der Region Auvergne-Rhône-Alpes (vor 2016 Auvergne). Die Gemeinde gehört zum Arrondissement Riom und zum Kanton Maringues.

## Geografie
Beaumont-lès-Randan liegt etwa 20 Kilometer ostnordöstlich von Riom. Das Gemeindegebiet wird vom Fluss Buron durchquert. Umgeben wird Beaumont-lès-Randan von den Nachbargemeinden Randan im Norden und Westen, Mons im Osten, Luzillat im Süden sowie Saint-Denis-Combarnazat im Südwesten.

## Bevölkerungsentwicklung
| Jahr                       | 1962 | 1968 | 1975 | 1982 | 1990 | 1999 | 2006 | 2013 |
| Einwohner                  | 195  | 188  | 167  | 176  | 157  | 192  | 233  | 272  |
| Quellen: Cassini und INSEE |      |      |      |      |      |      |      |      |

## Kultur und Sehenswürdigkeiten
- Kirche Saint-Pierre-ès-Liens, 1883 erbaut

## Weblinks

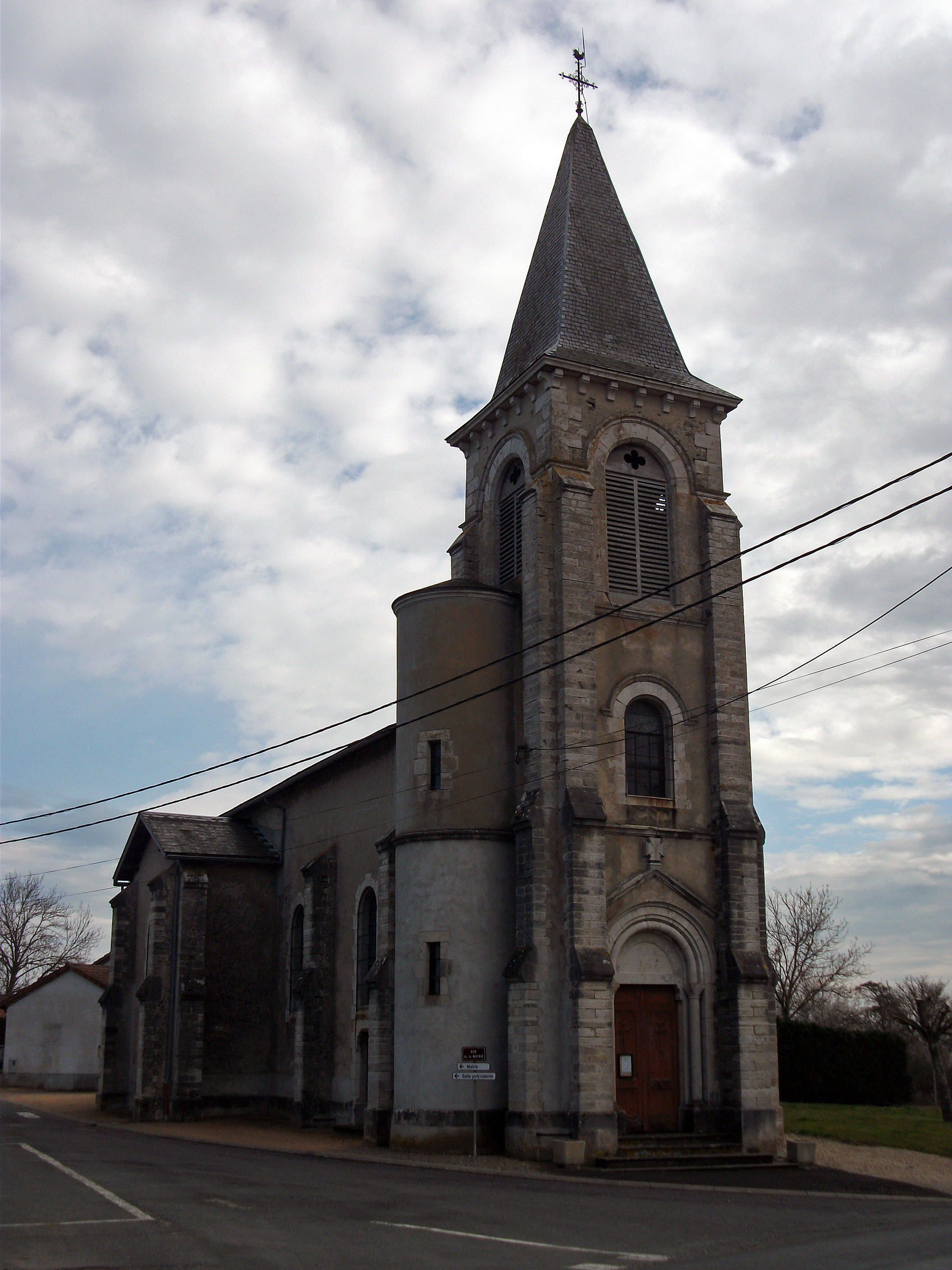
Kirche Saint-Pierre-ès-Liens